# Лампхун
Лампху́н (тайск. ลำพูน) — город на северо-западе Таиланда, административный центр одноимённой провинции.

## Географическое положение
Город находится в северо-западной части провинции, на берегах реки Куанг, к югу от города Чиангмай, на расстоянии приблизительно 550 километров к северо-северо-западу (NNW) от столицы страны Бангкока. Абсолютная высота — 283 метра над уровнем моря.

## Население
По данным переписи 2000 года численность населения города составляла 43 196 человек.

## Транспорт
Сообщение Лампхуна с другими городами осуществляется посредством железнодорожного и автомобильного транспорта. Также к югу от города расположен одноимённый аэропорт.

## Достопримечательности
Лампхун известен своими древними храмовыми постройками. Наибольшую известность имеет храмовый комплекс Ват-Пхра-Тхат-Харипунчай, двери которого покрыты сусальным золотом.